# Syriens

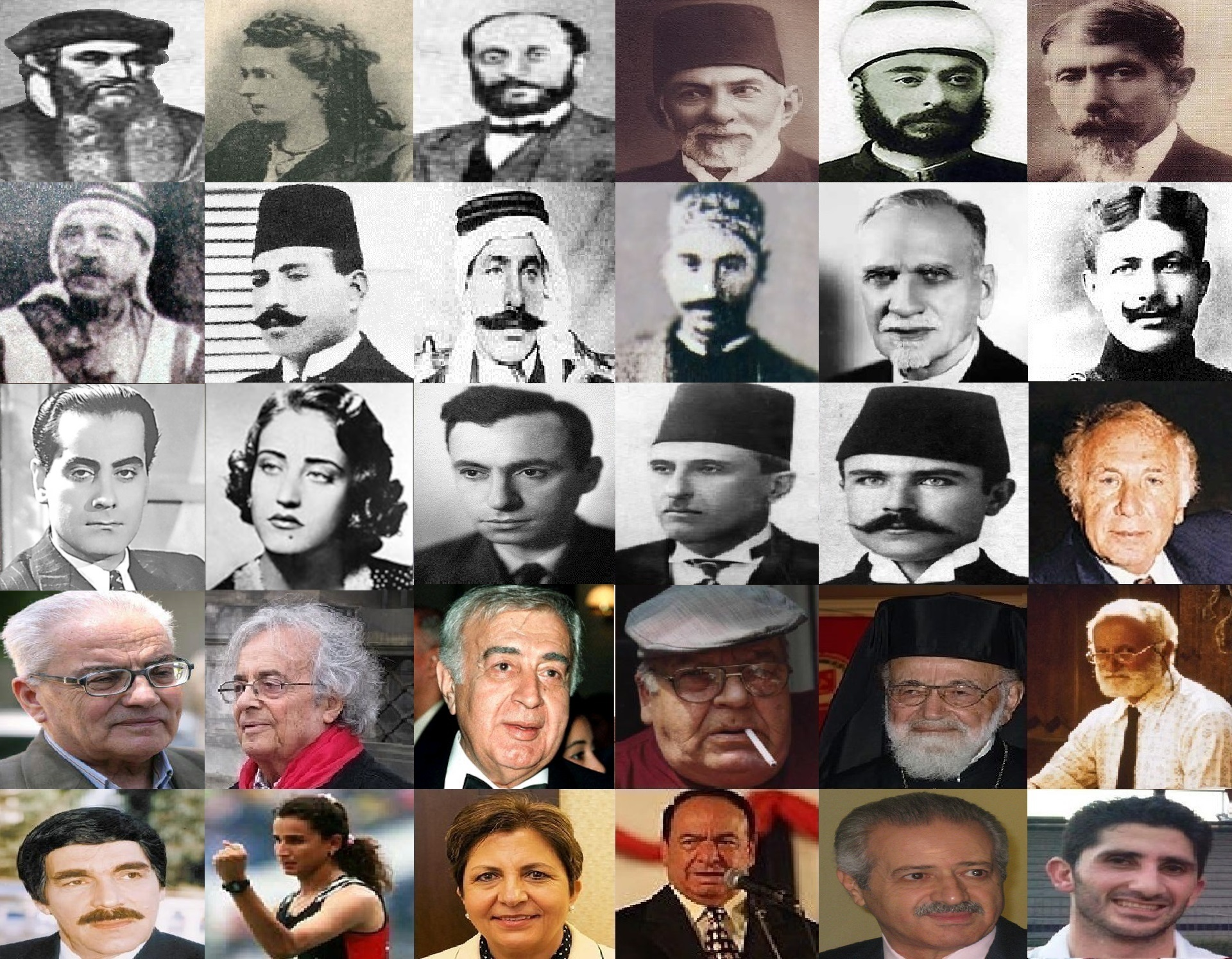
Quelques personnalités syriennes.

Les Syriens (en arabe : سوريون), également connus sous le nom de peuple syrien (en arabe : الشعب السوري ALA -LC : al-sha'ab al-Sūrī ; en syriaque : ܣܘܪܝܝܢ) sont les habitants de Syrie qui partagent une ascendance sémitique levantine commune.
L'héritage culturel et linguistique du peuple syrien est un mélange d'éléments indigènes et de cultures étrangères qui ont dominé la terre et son peuple au cours de milliers d'années.
La République Syrienne compte 19,5 millions d'habitants en 2018, avec en outre 6 millions de réfugiés syriens à l'étranger, incluant des minorités comme les kurdes. Le groupe ethno-culturel majoritaire est constitué par les syriens descendants des anciens peuples sémites indigènes (assyriens, amorrites, etc.) s'étant métissés avec les arabes indigènes du désert de Syrie et s'identifiant eux-mêmes ainsi, en plus des araméens. 
La diaspora syrienne regroupes 15 millions de personnes ayant une ascendance syrienne qui ont immigré en Amérique du Nord (États-Unis et Canada), dans les États membres de l'Union Européenne (incluant la Suède, la France et l'Allemagne), l'Amérique du Sud (principalement au Brésil, en Argentine, au Chili, au Venezuela, et en Colombie), dans les Indes occidentales, en Afrique, en Australie et en Nouvelle-Zélande.